# Albion Sports A.F.C.
Albion Sports AFC là một câu lạc bộ bóng đá Anh đến từ Bradford. Hiện tại đội bóng đang thi đấu tại Northern Counties East League Premier Division.

## Lịch sử
Albion Sports AFC được thành lập năm 1974 bởi Harjit Singh Panesar và Baljit Singh. Câu lạc bộ gia nhập Bradford Amateur Sunday League, vô địch Division Four ngay mùa giải đầu tiên. Họ vô địch Premier Division mùa giải 1995–96, và một lần nữa ở mùa 1999–2000, cùng với chức vô địch British Asian Vô địchhip, West Riding County Cup và Bradford Sunday Senior Cup. Họ về đích thứ 2 ở West Riding County Amateur Football League Premier Division mùa giải 2010–11 và được thăng hạng Northern Counties East League Division One. Mùa giải 2011–12 là mùa đầu tiên họ được thi đấu ở Cấp độ 10. Trong mùa giải thứ 2, câu lạc bô vô địch và giành quyền thăng hạng Premier Division.

## Màu sắc và huy hiệu
Trang phục của Albion Sports AFC' là áo vàng và xanh cùng với quần và tất màu xanh hoàng gia. Huy hiệu của họ có hình một con sư tử, phản ánh được biệt danh của đội bóng là "The Lions". Trang phục sân khách của họ toàn bộ có màu đỏ.

## Sân vận động
Albion Sports AFC chơi trên sân nhà Throstle Nest, chia sân với đội chủ sân Farsley Celtic.

## Danh hiệu
- Northern Counties East Football League Division One
  - Vô địch 2012–13
- West Riding County Amateur Football League Premier Division
  - Á quân 2010–11
- Bradford Amateur Sunday League:
  - Vô địch 1995–96, 1999–2000[1]
- Bradford Amateur Sunday League Division Four:
  - Vô địch 1974–75[1]
- West Riding County Cup
  - Vô địch: 1999–2000[1]
- British Asian Championship:
  - Vô địch: 1999–2000[1]
- Bradford Sunday Senior Cup:
  - Vô địch: 1999–2000[1]

## Kỉ lục
- FA Cup
  - Vòng loại 1 2013–14[5]
- FA Vase
  - Vòng loại 2 2012–13, 2013–14, 2014–15[5]